# Ton Albers
Antonius Wilhelmus (Ton) Albers (Amsterdam, 31 juli 1923 – Duivendrecht, 22 december 2017) was een Nederlands kunstenaar. Hij maakte aquarellen, tekeningen en litho's. 
Hij volgde de kunstnijverheidsschool in zijn geboorteplaats en kreeg daarna twaalf jaar les van Piet Landkroon. Tijdens de Tweede Wereldoorlog onderbrak hij zijn studie en ging in het verzet. Hij werkte als ontwerper voor het bedrijfsleven. Hij was onder meer leraar van Hetty Mertz, Caroline Nieuwenhuizen en Roelof Smelt. Vanaf de zeventiger jaren wijdde hij zich volledig aan het aquarelleren en het maken van litho’s met zijn eigen drukpers. 
Hij werd geïnspireerd door de kunst van de Hollandse impressionisten, met name Hendrik Weissenbruch, Jacob Maris en Kees Verwey. Albers werkte in de traditie van de Haagse School: sfeer, stemming en licht. Hij ontwikkelde zijn eigen handschrift met als onderwerpen: landschappen, strandgezichten (de Waddeneilanden), bloemstillevens, stadsgezichten, ballettaferelen en portretten. Veel werk is opgenomen in de ING-collectie, in verzamelingen van grote multinationals (AkzoNobel) en particulieren. Hij was werkzaam in Amsterdam, Duivendrecht en Ouder-Amstel.
Ton Albers exposeerde onder andere in het Stedelijk Museum in Amsterdam, het Singer Museum te Laren, het Fries Museum te Leeuwarden, Slot Zeist te Zeist en het Museum Jan van der Togt in Amstelveen. 
Vanaf 1964 is Albers 20 jaar lid – en secretaris geweest – van De Brug. Hij was tevens lid van Arti et Amicitiae sedert 1970, het Sint-Lucasgilde (1970-1992), Groep (opgericht in 1975), Groep 10 (sinds 1975), Culturele Raad Noord-Holland (omstreeks 1990).